# Houghton County
Houghton County ist ein County im Bundesstaat Michigan der Vereinigten Staaten. Der Verwaltungssitz (County Seat) ist Houghton. Das U.S. Census Bureau hat bei der Volkszählung 2020 eine Einwohnerzahl von 37.361 ermittelt.

## Geographie
Der nordöstliche Teil des Countys bildet den südwestlichen Teil der Halbinsel Keweenaw Peninsula. Der Rest der Halbinsel liegt im Keweenaw County.
Das County liegt im Nordwesten der Oberen Halbinsel von Michigan, grenzt im Nordwesten und Nordosten an den Lake Superior, einem der 5 großen Seen, und hat eine Fläche von 3889 Quadratkilometern, wovon 1269 Quadratkilometer Wasserfläche sind. Es grenzt im Uhrzeigersinn an folgende Countys: Keweenaw County, Baraga County, Iron County und Ontonagon County.

## Geschichte
Houghton County wurde 1845 aus Teilen des Marquette County und des Ontonagon County gebildet. Benannt wurde es nach Douglass Houghton, einem US-amerikanischen Geologen und Bürgermeister von Detroit von 1842 bis 1843.
Zwei Orte im County haben den Status einer National Historic Landmark, der Calumet Historic District und der Quincy Mining Company Historic District, die beide im Keweenaw National Historical Park liegen. 41 Bauwerke und Stätten des Countys sind insgesamt im National Register of Historic Places eingetragen (Stand 24. November 2017).

## Demografische Daten

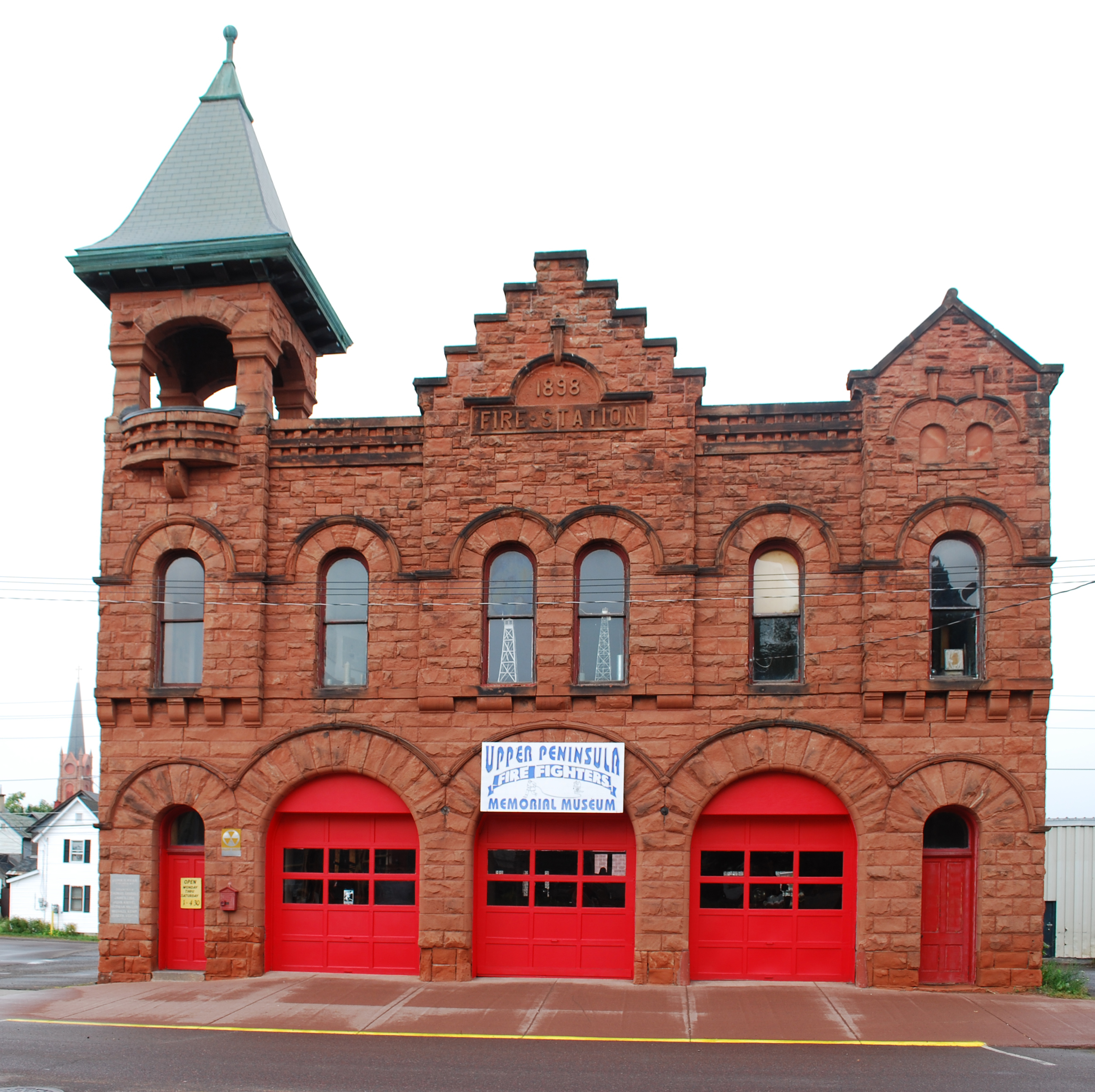
Calumet Fire Station in Calumet, gelistet im NRHP

Nach der Volkszählung im Jahr 2000 lebten im Houghton County 36.016 Menschen in 13.793 Haushalten und 8.137 Familien. Die Bevölkerungsdichte betrug 14 Einwohner pro Quadratkilometer. Ethnisch betrachtet setzte sich die Bevölkerung zusammen aus 95,52 Prozent Weißen, 0,94 Prozent Afroamerikanern, 0,54 Prozent amerikanischen Ureinwohnern, 1,79 Prozent Asiaten, 0,02 Prozent Bewohnern aus dem pazifischen Inselraum und 0,17 Prozent aus anderen ethnischen Gruppen; 1,02 Prozent stammten von zwei oder mehr Ethnien ab. 0,70 Prozent der Bevölkerung waren spanischer oder lateinamerikanischer Abstammung.
Von den 13.793 Haushalten hatten 26,1 Prozent Kinder unter 18 Jahren, die bei ihnen lebten. 47,5 Prozent waren verheiratete, zusammenlebende Paare, 8,0 Prozent waren allein erziehende Mütter und 41,0 Prozent waren keine Familien. 32,6 Prozent waren Singlehaushalte und in 13,8 Prozent lebten Menschen im Alter von 65 Jahren oder darüber. Die Durchschnittshaushaltsgröße betrug 2,39 und die durchschnittliche Familiengröße lag bei 3,04 Personen.
21,8 Prozent der Bevölkerung waren unter 18 Jahre alt. 19,1 Prozent zwischen 18 und 24 Jahre, 22,6 Prozent zwischen 25 und 44 Jahre, 20,9 Prozent zwischen 45 und 64 Jahre und 15,5 Prozent waren 65 Jahre oder älter. Das Durchschnittsalter betrug 34 Jahre. Auf 100 weibliche Personen kamen 113,7 männliche Personen. Auf 100 Frauen im Alter von 18 Jahren und darüber kamen statistisch 115,6 Männer.
Das jährliche Durchschnittseinkommen eines Haushalts betrug 28.817 USD, das Durchschnittseinkommen einer Familie 38.635 USD. Männer hatten ein Durchschnittseinkommen von 30.200 USD, Frauen 22.468 USD. Das Prokopfeinkommen betrug 15.078 USD. 9,9 Prozent der Familien und 16,8 Prozent der Bevölkerung lebten unterhalb der Armutsgrenze.

## Orte im County
- Alston
- Atlantic Mine
- Baltic
- Beacon Hill
- Boston
- Calumet
- Centennial
- Centennial Heights
- Champion Mine
- Chassell
- Copper City
- Dodgeville
- Dollar Bay
- Donken
- Dreamland
- Elo
- Franklin Mine
- Freda
- Frost
- Hancock
- Houghton
- Hubbell
- Hurontown
- Jacobsville
- Kearsarge
- Kenton
- Klingville
- Lake Linden
- Lake Roland
- Laurium
- Lewer Pewabic
- Liminga
- Mill Mine Junction
- Nisula
- Osceola
- Oskar
- Paavola
- Painesdale
- Pewabic
- Phillipsville
- Pilgrim
- Point Mills
- Pori
- Portage Entry
- Quincy Mill
- Rabbit Bay
- Redridge
- Ripley
- Salmon Trout
- Schmidt Corner
- Senter
- Sidnaw
- South Range
- Stonington
- Sunshine Beach
- Superior
- Swedetown
- Tamarack
- Tapiola
- Toivola
- Traverse Bay
- Trimountain
- Twin Lakes
- West Tamarack
- White
- White City
- Winona
- Wolverine
- Wyandotte

Townships
- Adams Township
- Calumet Charter Township
- Chassell Township
- Duncan Township
- Elm River Township
- Franklin Township
- Hancock Township
- Laird Township
- Osceola Township
- Portage Charter Township
- Quincy Township
- Sands Township
- Stanton Township
- Torch Lake Township